# Boissières (Lot)
Boissières település Franciaországban, Lot megyében. Lakosainak száma 388 fő (2022. január 1.). Boissières Calamane, Catus, Gigouzac, Maxou, Nuzéjouls és Saint-Denis-Catus községekkel határos.

## Népesség
A település népességének változása:
| Lakosok száma | 200  | 234  | 241  | 350  | 375  | 392  | 397  | 403  | 403  | 388  |
|               | 1968 | 1982 | 1990 | 2006 | 2013 | 2015 | 2017 | 2019 | 2020 | 2022 |